# Стіни миру
Стіни миру або  Лінії миру (англ. Peace lines / Peace walls) — ряди мурів, що розділяють католицькі (як правило, ірландські націоналістичні) і протестантські (британські юніоністські) райони в Північній Ірландії, перші з яких були побудовані в часи розпалу Конфлікту у Північній Ірландії (після масових заворушень 1969 року. Найновіші з них була побудована вже в 2008 році для мінімізації контактів двох цих груп.
Існують у Белфасті (де їх 20), Деррі, Портадауні и Лургані. Їх довжина може варіюватися від ста метрів до п'яти кілометрів, матеріал — залізо, цегла, сталь, висота може досягати 6 метрів. У стінах є ворота, часто під охороною поліції, вони відкриваються вдень, та зачиняються вночі.

## Історія
Хоча тимчасові стіни миру були побудовані в Белфасті в 20-х роках (в Балімакаретті) і 30-х роках (в Сейлортауні), перші постійні стіни миру були побудовані в 1969 році після вибуху громадянських заворушень. Спочатку вони будувались як тимчасові споруди, але через свою ефективність вони ставали ширшими, довшими, численнішими та постійнішими. Спочатку їх було мало, і їх число все збільшувалось, з 18 на початку 1990-х до щонайменше 59 станом на кінець 2017 року. Загалом вони простягаюсться на 34 кілометри, більшість з них розташовані в Белфасті. Вони були збільшені як по висоті, так і по чисельності після Белфастської угоди. Три чверті з 97 стін миру в Белфасті знаходяться на півночі та заході міста. Це також найбідніші та найнеблагополучніші райони Белфаста. 67 % смертей під час спалахів міжконфесійного насильства сталися в межах 500 метрів від цих стін.
В останні роки Стіни миру стали об'єктом туризму серед туристів, що цікавляться місцями конфлікту, райноми Белфасту та знаменитами муралами.
У 2008 році розпочалася публічна дискусія про те, як і коли Стіни миру можуть бути усунуті. Проте опитування, випущене у 2012 році, вказуючи на те, що 69 % жителів вважають, що стіни миру все ще необхідні через потенційне насильство.
У травні 2013 року Кабінет Міністрів Північної Ірландії взяв на себе зобов'язання усунути всі Стіни миру за взаємною згодою до 2023 року.
У вересні 2019 року в Белфасті відбулась низка заходів з нагоди річниці 50-річчя Стін миру в місті. Заходи включали і міжнародну конференцію для обговорення минулого та можливого майбутнього Стін миру.

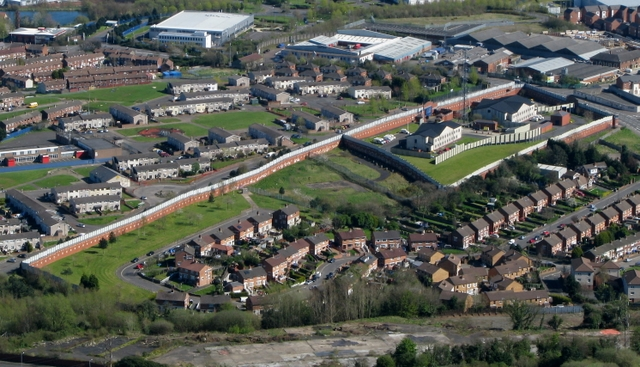
Белфастський мур висотою в 5,5 метрів, завершується укріпленою станцією поліції
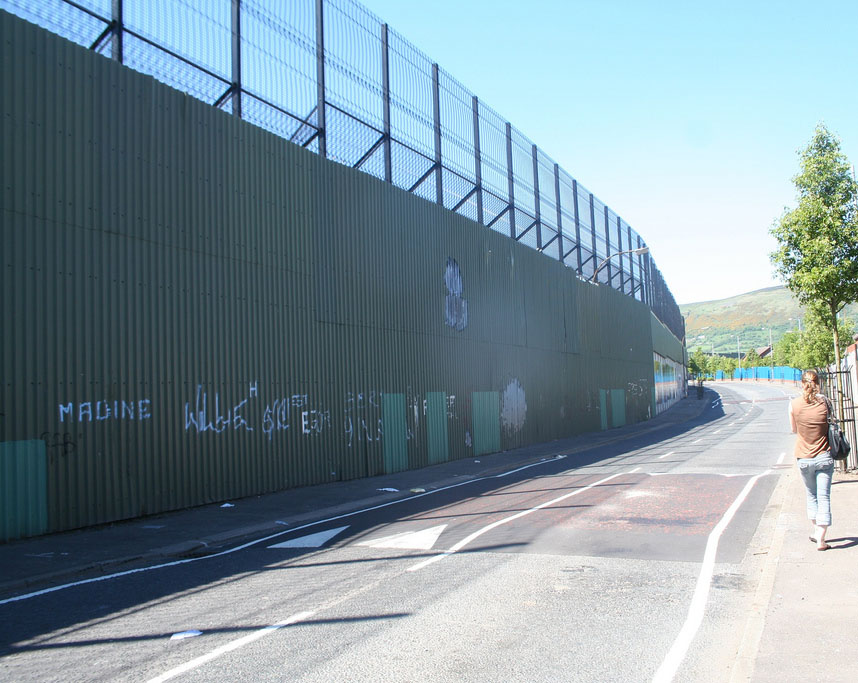
Ще один мур у Белфасті, вид із протестантської сторони
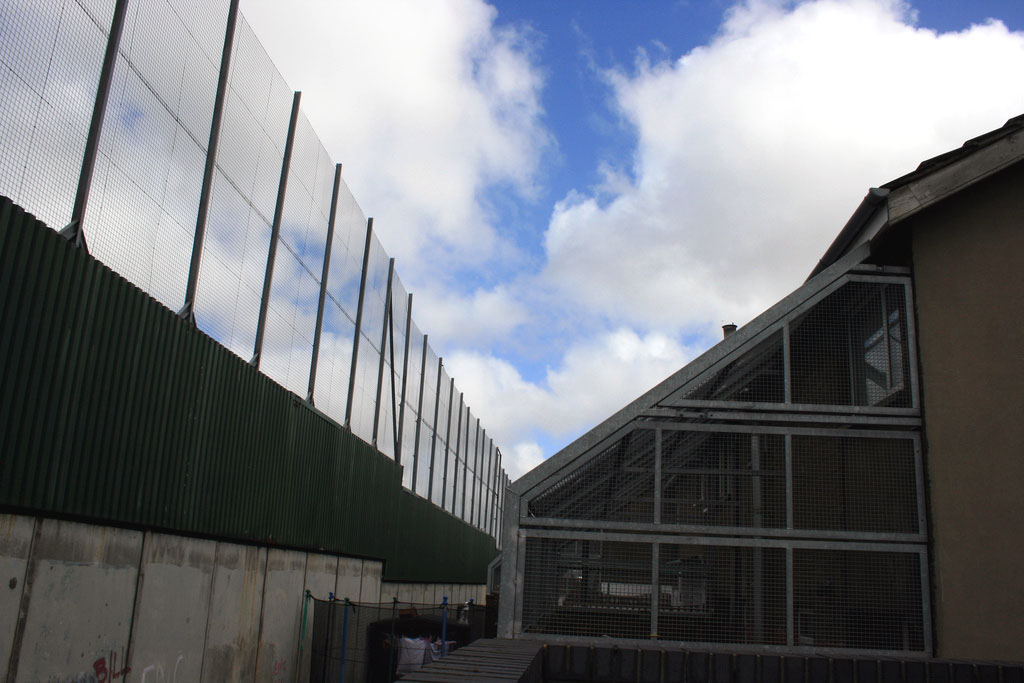
Той самий мур, вид з католицької сторони